# Equazioni di Maxwell
Le equazioni di Maxwell sono un sistema di quattro equazioni differenziali alle derivate parziali lineari che, insieme alla forza di Lorentz, descrivono le leggi fondamentali che governano l'interazione elettromagnetica. 
Alla base dell'elettrodinamica classica, esprimono l'evoluzione temporale e i vincoli a cui è soggetto il campo elettromagnetico in relazione alle distribuzioni di carica e corrente elettrica da cui è generato.
Le equazioni raggruppano ed estendono le leggi dell'elettricità e del magnetismo note alla metà del XIX secolo, tra cui la legge di Gauss per il campo elettrico e la legge di Faraday. Tale sintesi fu compiuta da Maxwell che, aggiungendo la corrente di spostamento alla legge di Ampère, rese simmetriche le equazioni che descrivono il campo elettrico e il campo magnetico, rendendo visibile in questo modo come essi siano due manifestazioni della stessa entità, il campo elettromagnetico. In altri termini, le quattro equazioni mostrano come i campi elettrici dinamici, cioè variabili nel tempo, sono in grado di generare campi magnetici e viceversa, unificando così, a livello teorico e in maniera perfettamente simmetrica, l'elettricità con il magnetismo. 
Maxwell osservò anche che le equazioni ammettono soluzioni ondulatorie, il che condusse alla scoperta delle onde elettromagnetiche e in particolare fu spiegata la natura della luce, fino ad allora oggetto di varie speculazioni teoriche. I campi elettromagnetici, introdotti inizialmente come entità matematica, acquistarono una loro propria realtà fisica potendo esistere indipendentemente dalle sorgenti che li hanno generati.
Come scoperto da Georgij Viktorovič Skrockij, le equazioni di campo elettromagnetico in uno spaziotempo curvo possono essere scritte in una forma non covariante formalmente equivalente alle equazioni di Maxwell in un mezzo macroscopico nello spaziotempo piatto.

## Storia
Le equazioni appaiono per la prima volta al completo e in forma differenziale nel testo A Dynamical Theory of the Electromagnetic Field, pubblicato da James Clerk Maxwell nel 1865, mentre la notazione moderna più comune fu sviluppata da Oliver Heaviside entro il 1884.
La formulazione delle equazioni di Maxwell ha definito in modo completo il legame tra campo elettrico e campo magnetico, unificando definitivamente elettricità e magnetismo e fornendo allo stesso tempo una sintesi teorica di tutti i fenomeni sperimentali connessi a tali ambiti. Già Faraday aveva osservato un'influenza magnetica sul campo elettrico: con l'ultima aggiunta di Maxwell alle equazioni, dove avviene l'introduzione della corrente di spostamento, i due campi vengono considerati a tutti gli effetti due manifestazioni diverse di un unico campo, il campo elettromagnetico.
La loro importanza non si esaurisce tuttavia sul piano storico nel loro carattere sintetico: esse hanno anche un carattere predittivo, che aprì alla previsione e alla successiva rilevazione sperimentale dell'esistenza delle onde elettromagnetiche, prima di allora sconosciute, la cui scoperta è avvenuta da parte di Hertz. In Italia gli studi sulle onde elettromagnetiche sono stati condotti fra gli altri da Righi e hanno portato un suo allievo, Marconi, all'invenzione della telegrafia senza fili.
La descrizione relativistica del campo ha successivamente richiesto l'introduzione del tensore elettromagnetico, del quadripotenziale e l'utilizzo della notazione quadrivettoriale. Di pari passo si sono sviluppate l'elettrodinamica quantistica e la teoria quantistica dei campi, che hanno conferito un significato fisico più profondo al concetto di quadripotenziale e di campo tensoriale.

## Descrizioni concettuali

### Legge di Gauss
La legge di Gauss descrive la relazione tra un campo elettrostatico e le cariche elettriche che lo causano: il campo elettrostatico punta fuori dalle cariche positive e verso le cariche negative, il flusso del campo elettrico attraverso una superficie chiusa qualsiasi è proporzionale alla carica interna alla superficie. Raffigurando il campo elettrico con le sue linee di campo, significa che le linee iniziano sulle cariche positive e terminano sulle cariche negative. "Contare" il numero di linee di campo che attraversano una superficie chiusa dà la carica totale (compresa la carica dovuta alla polarizzazione elettrica) racchiusa da quella superficie, divisa per la permittività del vuoto.

Raffigurazione delle linee di forza del campo magnetico

### Legge di Gauss per il magnetismo
La legge di Gauss applicata al campo magnetico afferma che non ci sono "cariche magnetiche" (anche detti monopoli magnetici) analoghe alle cariche elettriche. Al loro posto, il campo magnetico dovuto ai materiali è generato da una configurazione detta dipolo magnetico, e il flusso del campo magnetico attraverso una superficie chiusa qualsiasi è nullo. Anche se i dipoli magnetici assomigliano a una coppia di cariche magnetiche positive e negative (come nel caso del dipolo elettrico), essi sono meglio rappresentati come spire percorse da corrente. In termini tecnici, la legge prevede che il flusso magnetico totale attraverso una superficie gaussiana è nullo, o, equivalentemente, che il campo di induzione magnetica è un campo vettoriale solenoidale. È errore molto comune pensare che la validità di questa legge implichi l'esistenza di sole linee di flusso magnetico chiuse su se stesse (eventualmente all'infinito). Tale configurazione, seppur sufficiente per rispettare la legge, non è strettamente necessaria. Esistono infatti numerosi esempi di situazioni in cui le linee di flusso dell'induzione magnetica non sono curve chiuse.

Dipolo magnetico

### Legge di Faraday

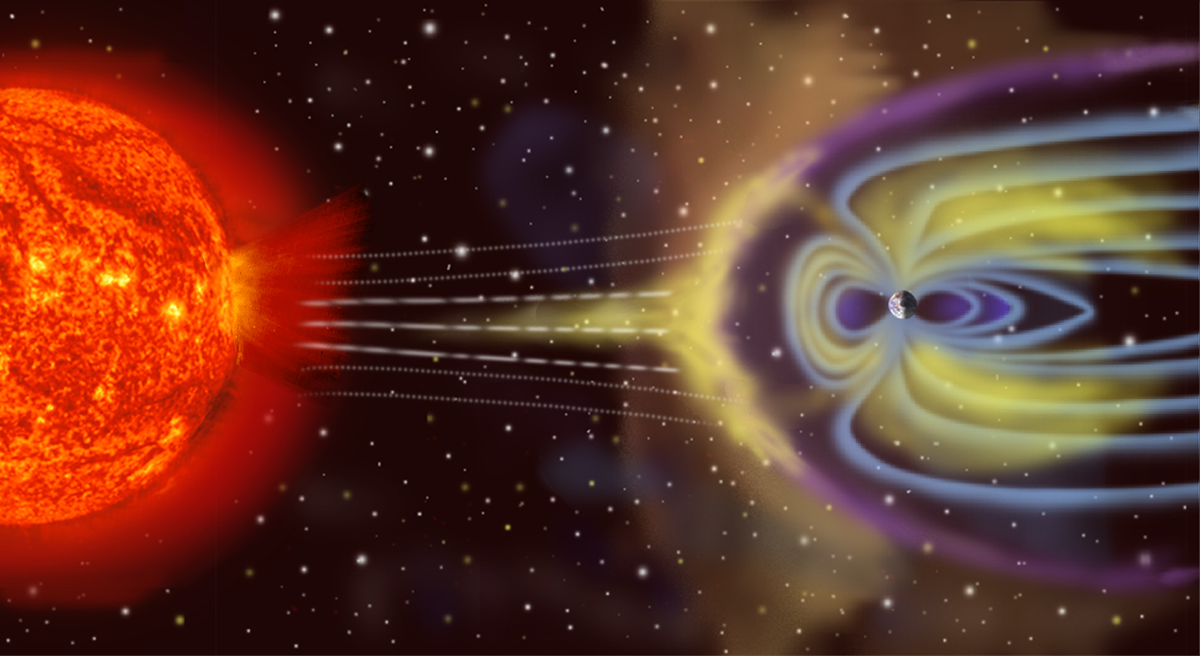
In una tempesta solare, un incremento repentino del flusso di particelle cariche altera il campo geomagnetico, che induce campi elettrici nell'atmosfera, causando scariche nelle reti elettriche (non in scala)

La versione di Maxwell–Faraday della legge di Faraday descrive come un campo magnetico variabile nel tempo crea ("induce") un campo elettrico. In forma integrale, afferma che il lavoro per unità di carica necessario a spostare una carica intorno a una spira chiusa è pari al tasso di diminuzione del flusso magnetico attraverso la superficie racchiusa.
L'induzione elettromagnetica è il principio dietro a molti generatori elettrici: ad esempio, una calamita rotante crea un campo magnetico variabile, che a sua volta genera un campo elettrico in un filo vicino.

### Legge di Ampère-Maxwell

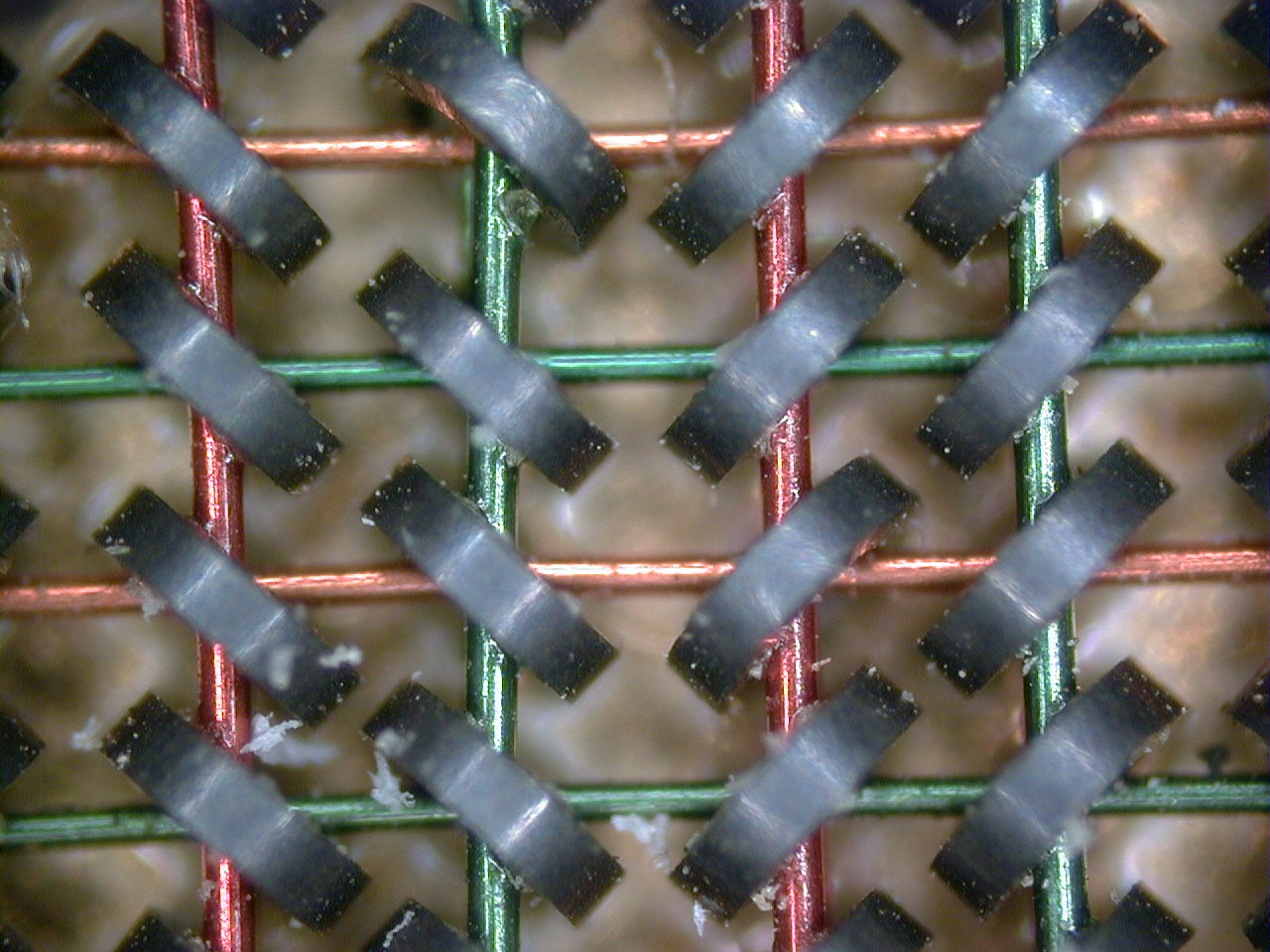
La memoria a nucleo magnetico è un'applicazione della legge di Ampère. Ciascun nucleo immagazzina un bit di dati.

La legge di Ampère con l'aggiunta di Maxwell afferma che i campi magnetici possono essere generati in due modi: tramite correnti elettriche (come dice la legge di Ampère originale) e da campi elettrici variabili (è questa l'aggiunta di Maxwell, chiamata da lui corrente di spostamento). Nella forma integrale, il campo magnetico indotto intorno a un circuito chiuso qualsiasi è proporzionale alla corrente elettrica concatenata al circuito più la corrente di spostamento (proporzionale al tasso di cambiamento del flusso del campo elettrico) attraverso la superficie chiusa.
L'aggiunta di Maxwell è particolarmente importante: rende il sistema di equazioni matematicamente coerente per campi non statici, senza cambiare le leggi di Ampère e di Gauss per i campi statici. Tuttavia, come conseguenza, prevede che un campo magnetico variabile induca un campo elettrico e viceversa. Pertanto, queste equazioni permettono a delle onde elettromagnetiche di viaggiare nello spazio vuoto.
La velocità calcolata per le onde elettromagnetiche, che poteva essere predetta dagli esperimenti su cariche e correnti, è esattamente pari alla velocità della luce; infatti, la luce è una forma di radiazione elettromagnetica (come i raggi X, le onde radio e altre onde). Maxwell comprese la connessione tra le onde elettromagnetiche e la luce nel 1861, unificando così le teorie dell'elettromagnetismo e dell'ottica.

## Descrizione
Le equazioni di Maxwell descrivono il modo in cui il campo elettrico e il campo magnetico interagiscono fra di loro e con oggetti che possiedono carica elettrica. Unite alla seconda legge del moto di Newton e alla forza di Lorentz:
{\displaystyle \mathbf {F} =q(\mathbf {E} +\mathbf {v} \times \mathbf {B} )}
dove {\displaystyle q} è una carica elettrica puntiforme in moto con velocità istantanea {\displaystyle \mathbf {v} } in presenza di un campo elettrico {\displaystyle \mathbf {E} } e di un campo magnetico {\displaystyle \mathbf {B} }, le equazioni di Maxwell caratterizzano completamente i fenomeni elettromagnetici classici, governando l'evoluzione dinamica dei campi e la sua genesi a partire da arbitrarie distribuzioni di carica.
Solitamente le equazioni vengono enunciate in forma locale, utilizzando la densità di carica e la densità di corrente per la descrizione delle sorgenti del campo. Tramite gli operatori differenziali divergenza e rotore la propagazione del campo viene mostrata in funzione dello spazio {\displaystyle \mathbf {x} } e del tempo {\displaystyle t}.
Nel formalismo di Heaviside e Lorentz le equazioni di Maxwell sono scritte come un sistema di quattro equazioni, di cui due vettoriali e due scalari: esse pongono pertanto otto vincoli, e le incognite che in esse compaiono sono quattro funzioni vettoriali {\displaystyle \mathbf {E} }, {\displaystyle \mathbf {D} }, {\displaystyle \mathbf {B} } e {\displaystyle \mathbf {H} }, dove {\displaystyle \mathbf {D} } e {\displaystyle \mathbf {H} } sono rispettivamente il campo elettrico e magnetico quando si propagano nei materiali. Si tratta di dodici funzioni scalari della posizione e del tempo che rappresentano rispettivamente il campo elettrico nel vuoto, il campo elettrico nei materiali, il campo magnetico nel vuoto e il campo magnetico nei materiali.
Le seguenti due equazioni omogenee valgono sia nel vuoto sia nei mezzi materiali:
{\displaystyle \nabla \times \mathbf {E} =-{\frac {\partial \mathbf {B} }{\partial t}}\qquad \nabla \cdot \mathbf {B} =0}
Esse rappresentano in forma differenziale, cioè valida localmente, la legge dell'induzione elettromagnetica di Faraday-Neumann-Lenz e la legge sul flusso del campo magnetico di Gauss (che descrive l'inesistenza di cariche magnetiche isolate, o monopoli magnetici).
Le seguenti due equazioni descrivono il modo in cui la materia interagisce con i campi elettrici e magnetici, polarizzandosi:
{\displaystyle \nabla \cdot \mathbf {D} =\rho \qquad \nabla \times \mathbf {H} =\mathbf {J} +{\frac {\partial \mathbf {D} }{\partial t}}\ }
dove la densità di corrente {\displaystyle \mathbf {J} =\rho \mathbf {v} }, sorgente del campo, è data dalla densità di carica {\displaystyle \mathbf {\rho } } in movimento alla velocità di deriva {\displaystyle \mathbf {v} }. La seconda di esse è detta legge di Ampère-Maxwell e ingloba l'enunciato dell'equazione di continuità che impone la conservazione delle cariche di una corrente elettrica:
{\displaystyle {\frac {\partial \rho }{\partial t}}+\nabla \cdot \mathbf {J} =0}
ottenibile applicando l'operatore divergenza alla legge di Ampère-Maxwell.
Le equazioni di Maxwell nei mezzi materiali non costituiscono un problema ben posto in senso stretto, in quanto il numero di equazioni è minore del numero di incognite, e inoltre non tutte le otto equazioni sono indipendenti, in virtù di proprietà generali dei campi vettoriali fisici.
Vi sono quindi due vincoli scalari che riducono a sei il numero delle equazioni indipendenti: si tratta pertanto di diminuire il numero delle incognite introducendo altre relazioni, dette equazioni costitutive dei mezzi materiali assieme al considerare la forza di Lorentz sulle cariche elettriche.
Le relazioni costitutive sono della forma:
{\displaystyle \mathbf {D} =\mathbf {D(\mathbf {E} ,\mathbf {B} )} \qquad \mathbf {H} =\mathbf {H(\mathbf {E} ,\mathbf {B} )} }
perché devono esprimere come la materia reagisce, polarizzandosi, in relazione all'azione su di essa dei campi {\displaystyle \mathbf {E} } e {\displaystyle \mathbf {B} }. Se le funzioni {\displaystyle \mathbf {D} } e {\displaystyle \mathbf {H} } sono regolari allora possono pensarsi sviluppate in serie di Taylor nelle variabili {\displaystyle \mathbf {E} } e {\displaystyle \mathbf {B} }, e se questi ultimi sono sufficientemente deboli si può inoltre assumere che la materia risponda in maniera lineare, cioè direttamente proporzionale ai campi. In altri termini, si può pensare di arrestare al primo ordine differenziale lo sviluppo analitico e scrivere:
{\displaystyle \mathbf {D} =\varepsilon \mathbf {E} \qquad \mathbf {H} ={\frac {\mathbf {B} }{\mu }}}

### Le equazioni
Nel sistema internazionale di unità di misura, l'espressione delle equazioni di Maxwell è la seguente:
|                          | Nel vuoto | Nel vuoto | Nei materiali                                                                                           | Nei materiali |
| Nome                     | Forma locale | Forma integrale | Forma locale                                                                                            | Forma integrale |
| ------------------------ | --- | --- | --- | --- |
| Legge di Gauss elettrica | {\displaystyle \nabla \cdot \mathbf {E} ={\frac {\rho }{\varepsilon _{0}}}}                                                         | {\displaystyle \oint _{\partial V}\mathbf {E} \cdot \mathrm {d} \mathbf {S} ={\frac {1}{\varepsilon _{0}}}\int _{V}\rho \mathop {\mathrm {d} V} }                                                                                    | {\displaystyle \nabla \cdot \mathbf {D} =\rho _{f}}                                                     | {\displaystyle \oint _{\partial V}\mathbf {D} \cdot \mathrm {d} \mathbf {S} =\int _{V}\rho _{f}\mathop {\mathrm {d} V} }                                                                                 |
| Legge di Gauss magnetica | {\displaystyle \nabla \cdot \mathbf {B} =0}                                                                                         | {\displaystyle \oint _{\partial V}\mathbf {B} \cdot \mathrm {d} \mathbf {S} =0} | {\displaystyle \nabla \cdot \mathbf {B} =0}                                                             | {\displaystyle \oint _{\partial V}\mathbf {B} \cdot \mathrm {d} \mathbf {S} =0} |
| Legge di Faraday         | {\displaystyle \nabla \times \mathbf {E} =-{\frac {\partial \mathbf {B} }{\partial t}}}                                             | {\displaystyle \oint _{\partial S}\mathbf {E} \cdot \mathrm {d} \mathbf {l} =-{\frac {d}{dt}}\int _{S}\mathbf {B} \cdot \mathrm {d} \mathbf {S} }                                                                                    | {\displaystyle \nabla \times \mathbf {E} =-{\frac {\partial \mathbf {B} }{\partial t}}}                 | {\displaystyle \oint _{\partial S}\mathbf {E} \cdot \mathrm {d} \mathbf {l} =-{\frac {d}{dt}}\int _{S}\mathbf {B} \cdot \mathrm {d} \mathbf {S} }                                                        |
| Legge di Ampère-Maxwell  | {\displaystyle \nabla \times \mathbf {B} =\mu _{0}\mathbf {J} +\mu _{0}\varepsilon _{0}{\frac {\partial \mathbf {E} }{\partial t}}} | {\displaystyle \oint _{\partial S}\mathbf {B} \cdot \mathrm {d} \mathbf {l} =\mu _{0}\int _{S}\mathbf {J} \cdot \mathrm {d} \mathbf {S} +\mu _{0}\varepsilon _{0}{\frac {d}{dt}}\int _{S}\mathbf {E} \cdot \mathrm {d} \mathbf {S} } | {\displaystyle \nabla \times \mathbf {H} =\mathbf {J} _{f}+{\frac {\partial \mathbf {D} }{\partial t}}} | {\displaystyle \oint _{\partial S}\mathbf {H} \cdot \mathrm {d} \mathbf {l} =\int _{S}\mathbf {J} _{f}\cdot \mathrm {d} \mathbf {S} +{\frac {d}{dt}}\int _{S}\mathbf {D} \cdot \mathrm {d} \mathbf {S} } |

con {\displaystyle S} una superficie, {\displaystyle \partial S} il suo contorno (la curva definita considerando una sezione di {\displaystyle S}), {\displaystyle V} un volume e {\displaystyle \partial V} la superficie che lo delimita. Gli integrali su {\displaystyle S} e {\displaystyle \partial V} definiscono il flusso delle grandezze integrate, l'integrale di linea su {\displaystyle \partial S} definisce una circuitazione mentre l'integrale su {\displaystyle V} è un integrale di volume. In riferimento alla legge di Gauss elettrica, q = ρV è la carica interna del corpo per materiali non conduttori mentre per materiali conduttori, q è la carica sulla superficie, vista come se fosse interna. ρ è la densità di carica.
Il vettore {\displaystyle \mathbf {E} } è il campo elettrico nel vuoto, {\displaystyle \mathbf {D} =\varepsilon _{0}\mathbf {E} +\mathbf {P} } è il campo elettrico nei materiali, anche detto induzione elettrica e che tiene conto della polarizzazione elettrica {\displaystyle \mathbf {P} }, {\displaystyle \mathbf {B} } è il campo magnetico percepito in un punto, anche detto induzione magnetica, inoltre {\displaystyle \mathbf {H} =\mathbf {B} /\mu _{0}-\mathbf {M} } è un campo magnetico introdotto nei materiali (anche detto “campo magnetizzante”), che tiene conto della polarizzazione magnetica {\displaystyle \mathbf {M} }, e {\displaystyle \rho _{f}} è la densità di carica elettrica libera, ovvero la densità di carica non confinata in un dielettrico. Il prodotto {\displaystyle \mathbf {J} _{f}=\rho _{f}\mathbf {v} } di quest'ultima con la velocità di deriva è il vettore densità di corrente elettrica libera. I tensori {\displaystyle \varepsilon } e {\displaystyle \mu } sono rispettivamente la permittività elettrica e la permeabilità magnetica, che nel vuoto sono numeri e sono legate dalla relazione:
{\displaystyle {1 \over c^{2}}=\varepsilon _{0}\mu _{0}}
dove {\displaystyle c} è la velocità della luce.
Le relazioni fra i campi sono:
{\displaystyle \mathbf {D} =\varepsilon \mathbf {E} =\varepsilon _{0}\varepsilon _{r}\mathbf {E} \qquad \mathbf {H} ={\frac {\mathbf {B} }{\mu }}={\frac {\mathbf {B} }{\mu _{0}\mu _{r}}}}
dove {\displaystyle \varepsilon _{r}} e {\displaystyle \mu _{r}} sono dette costante dielettrica relativa e permeabilità magnetica relativa, e sono caratteristiche del mezzo. Esse dipendono in generale dalla direzione nel mezzo e dalla frequenza dei campi (quest'ultima influenza in particolare la permittività elettrica).
Nel caso più semplice di mezzi lineari, stazionari, omogenei, non dispersivi e isotropi, la permittività elettrica e la permeabilità magnetica si riducono a costanti (tensori con tutti gli elementi uguali). In tal caso i vettori polarizzazione e magnetizzazione sono direttamente proporzionali, in ogni direzione, rispettivamente ai campi elettrico e magnetico, e i gradi di libertà delle equazioni si dimezzano. Si possono inoltre portare {\displaystyle \varepsilon } e {\displaystyle \mu } fuori dagli integrali e dalle derivate.
Va osservato che le grandezze "fondamentali" sono {\displaystyle \mathbf {E} } e {\displaystyle \mathbf {B} } , mentre {\displaystyle \mathbf {D} } ed {\displaystyle \mathbf {H} } sono da considerare come strumenti per non prendere in considerazione ciò che accade dentro il materiale.
Nello spazio libero (ovvero in assenza di sorgenti di carica e di corrente) le equazioni si scrivono:
{\displaystyle {\begin{cases}\nabla \cdot \mathbf {E} &=0\\\nabla \times \mathbf {E} &=-{\dfrac {\partial \mathbf {B} }{\partial t}}\\\nabla \cdot \mathbf {B} &=0\\\nabla \times \mathbf {B} &={\dfrac {1}{c^{2}}}{\dfrac {\partial \mathbf {E} }{\partial t}}\end{cases}}}

### Derivazione
Le equazioni di Maxwell, che governano i fenomeni di propagazione del campo elettromagnetico, possono essere espresse sia in forma locale (differenziale) sia globale (integrale). Nel seguito si descrive tale relazione. Le equazioni in forma locale sono equazioni differenziali lineari in quattro variabili, mentre in forma globale sono equazioni integrali: per metterle in relazione è necessario perciò applicare il teorema di Stokes nelle sue forme bidimensionale e tridimensionale. Nel caso particolare di campi variabili in maniera sinusoidale nel tempo, le equazioni di Maxwell possono essere scritte nel dominio della frequenza utilizzando la trasformata di Fourier in ciascun membro e ottenendo una semplificazione nella trattazione e nel loro specifico utilizzo.
Gli strumenti matematici principali che permettono di ricavare il legame tra la forma locale e la forma globale sono due:
- Il teorema della divergenza nel caso tridimensionale, che influisce sulla forma della legge di Gauss per entrambi i campi. Il teorema afferma che il flusso di un campo attraverso una superficie chiusa è pari all'integrale su un volume di cui è la frontiera (unico nello spazio tridimensionale) della divergenza del campo stesso:

{\displaystyle \int _{V}\nabla \cdot \mathbf {F} \mathop {\mathrm {d} V} =\oint _{\partial V}\mathbf {F} \cdot \mathrm {d} \mathbf {S} }
- Il teorema del rotore nel caso bidimensionale, che influisce sulla forma della legge di Faraday-Neumann-Lenz e della legge di Ampère-Maxwell. Il teorema afferma che la circuitazione di un campo è pari all'integrale su una superficie che essa racchiude (molteplici nello spazio tridimensionale) del rotore del campo stesso:

{\displaystyle \int _{S}(\nabla \times \mathbf {F} )\cdot \mathrm {d} \mathbf {S} =\oint _{\partial S}\mathbf {F} \cdot \mathrm {d} \mathbf {r} }
Le equazioni di Maxwell descrivono sinteticamente tutte le proprietà del campo elettromagnetico, e per ricavarne la forma integrale dalla corrispondente forma locale è necessario applicare il teorema di Green o il teorema della divergenza. Nel caso particolare di campi variabili in maniera sinusoidale nel tempo, le equazioni di Maxwell possono essere scritte nel dominio della frequenza (dominio dei fasori) applicando la trasformata di Fourier a ciascun membro e ottenendo una semplificazione nella trattazione e nel loro specifico utilizzo.
- Il teorema del flusso afferma che il flusso del campo elettrico attraverso una superficie chiusa è pari alla somma delle cariche contenute nel volume racchiuso dalla superficie divise per la permittività elettrica:

{\displaystyle \Phi _{(\mathbf {E} ),\partial V}=\oint _{\partial V}\mathbf {E} \cdot \mathrm {d} \mathbf {S} ={\frac {q}{\varepsilon }}={\frac {1}{\varepsilon }}\int _{V}\rho \mathop {\mathrm {d} V} }
Dal teorema della divergenza si ha, in un materiale con permittività elettrica uniforme:
{\displaystyle \oint _{\partial V}\mathbf {E} \cdot \operatorname {d} \!\mathbf {S} =\int _{V}\!\nabla \cdot \mathbf {E} \,\operatorname {d} \!V=\int _{V}{\frac {\rho }{\varepsilon }}\operatorname {d} \!V}
e uguagliando gli integrandi nell'ultima relazione si ottiene la forma locale del teorema del flusso per il campo elettrico.
- La legge di Faraday-Neumann-Lenz afferma che la variazione nel tempo del flusso del campo magnetico concatenato a un circuito genera una forza elettromotrice nel circuito stesso, la quale si oppone alla variazione del flusso:[13]

{\displaystyle \oint _{\partial S}\mathbf {E} \cdot \operatorname {d} \mathbf {r} =-{\operatorname {d}  \over \operatorname {d} t}\int _{S}\mathbf {B} \operatorname {d} \mathbf {S} =-\int _{S}{\frac {\partial \mathbf {B} }{\partial t}}\operatorname {d} \mathbf {S} }
Dove si è supposto che la superficie attraverso cui vogliamo calcolare il flusso non si muova nel tempo, applicando l'operatore differenziale solo al vettore campo magnetico.
Applicando il teorema di Kelvin al primo membro:
{\displaystyle \oint _{\partial S}\mathbf {E} \cdot \operatorname {d} \mathbf {r} =\int _{S}\nabla \times \mathbf {E} \cdot \operatorname {d} \mathbf {S} }
e quindi:
{\displaystyle \int _{S}\nabla \times \mathbf {E} \cdot \,\operatorname {d} \mathbf {S} =-\int _{S}{\frac {\partial \mathbf {B} }{\partial t}}\operatorname {d} \mathbf {S} }
Uguagliando gli integrandi segue la relazione locale.
- L'estensione della legge di Ampère al caso non stazionario mostra come un campo elettrico variabile nel tempo sia sorgente di un campo magnetico. Ponendo di essere nel vuoto, la forma locale della legge di Ampère costituisce la quarta equazione di Maxwell nel caso stazionario, qui espresso nella velocità di deriva:

{\displaystyle \nabla \times \mathbf {B} =\mu \mathbf {J} }
Tale relazione vale solamente nel caso stazionario, dal momento che la divergenza della densità di corrente deve essere nulla (poiché è nullo {\displaystyle \nabla \cdot (\nabla \times \mathbf {B} )}): nel caso non stazionario si contraddirebbe infatti l'equazione di continuità per la corrente elettrica. Per estendere la legge di Ampère al caso non stazionario è necessario inserire la prima legge di Maxwell nell'equazione di continuità:
{\displaystyle \nabla \cdot \mathbf {J} +{\frac {\partial \rho }{\partial t}}=\nabla \cdot \left(\mathbf {J} +\varepsilon {\frac {\partial \mathbf {E} }{\partial t}}\right)}
ottenendo al secondo membro un vettore la cui divergenza si annulla nel caso stazionario, e che può essere così inserito nella legge di Ampère. Il secondo termine è detto densità di corrente di spostamento, esprimibile come prodotto di un tensore densità di spostamento per la velocità:
{\displaystyle \rho _{Dij}={\frac {\varepsilon _{i}}{u_{j}}}{\frac {\partial \mathbf {E_{i}} }{\partial t}}}
e deve essere aggiunto alla densità di corrente nel caso non stazionario. Inserendo la densità di carica generalizzata così ottenuta nella legge di Ampère:
{\displaystyle \nabla \times \mathbf {B} =\mu \mathbf {u} \left(\rho +\rho _{D}\right)}
si ottiene la relazione locale. Tale equazione è perfettamente simmetrica rispetto alla precedente equazione, e le due relazioni rappresentano complessivamente il nucleo delle equazioni di Maxwell in quanto da esse è ricavabile l'equazione delle onde, mostrando quindi che il campo elettromagnetico si propaga sotto forma di onde elettromagnetiche.
- Il teorema del flusso per il campo magnetico afferma infine che il flusso del campo magnetico attraverso una superficie chiusa è nullo. Matematicamente la relazione si ricava applicando l'operatore divergenza a entrambi i membri della legge di Biot-Savart.

### Soluzioni
L'equazione di Maxwell che stabilisce che la divergenza di {\displaystyle \mathbf {B} } è nulla permette di riscrivere il campo magnetico derivandolo da una funzione potenziale, ossia come il rotore di un campo vettoriale {\displaystyle \mathbf {A} } detto potenziale vettore:
{\displaystyle \mathbf {B} =\nabla \times \mathbf {A} }
Tale relazione è valida ponendo di trovarsi in un dominio semplicemente connesso. Si può allora riscrivere la legge dell'induzione elettromagnetica di Faraday Neumann:
{\displaystyle \nabla \times \mathbf {E} =-{\frac {\partial }{\partial t}}\nabla \times \mathbf {A} }
che può anche essere espressa come:
{\displaystyle \nabla \times (\mathbf {E} +{\frac {\partial }{\partial t}}\mathbf {A} )=0}
Poiché il termine tra parentesi è irrotazionale, esso può essere scritto come il gradiente di una funzione scalare, il potenziale scalare {\displaystyle \phi }:
{\displaystyle \mathbf {E} +{\frac {\partial \mathbf {A} }{\partial t}}=-\nabla \phi }
da cui segue:
{\displaystyle \mathbf {E} =-\nabla \phi -{\frac {\partial \mathbf {A} }{\partial t}}}
I campi {\displaystyle \mathbf {E} } e {\displaystyle \mathbf {B} } soluzioni delle equazioni di Maxwell si possono dunque esprimere mediante i potenziali:
{\displaystyle \mathbf {B} =\nabla \times \mathbf {A} \qquad \mathbf {E} =-\nabla \phi -{\frac {\partial }{\partial t}}\mathbf {A} }
Le equazioni di evoluzione dei potenziali si ottengono semplicemente sostituendo i campi {\displaystyle \mathbf {E} } e {\displaystyle \mathbf {B} } nelle altre due equazioni, ossia nelle equazioni non omogenee che rappresentano la legge del flusso del campo elettrico e la legge di Ampère.
Nel caso i campi si propaghino in un mezzo diverso dal vuoto le quattro equazioni scalari non omogenee possono essere risolte solo conoscendo le relazioni costitutive tra i campi nel vuoto e nella materia, che non sono sempre lineari e dipendono fortemente dalle caratteristiche del materiale. Tutte le informazioni sul campo elettromagnetico possono quindi essere date attraverso l'espressione dei potenziali generalizzati, che sono definiti con quattro equazioni scalari, di cui tre per il potenziale vettore e una per il potenziale scalare.

### Equazioni per i potenziali
Le equazioni di Maxwell possono essere espresse in termini dei potenziali del campo elettromagnetico. Tale formulazione introduce tuttavia una certa arbitrarietà nella forma dell'espressione dei potenziali: i campi rimangono infatti invariati se i potenziali subiscono una certa gamma di trasformazioni, dette trasformazioni di gauge. Per ottenere una formulazione relativistica, cioè invariante sotto trasformazione di Lorentz, si utilizza il gauge di Lorenz.
Per ricavare le quattro equazioni scalari che definiscono i potenziali generalizzati si procede come segue:
- L'equazione del flusso del campo elettrico può essere riscritta come:

{\displaystyle \nabla \cdot \left(-\nabla \phi -{\frac {\partial \mathbf {A} }{\partial t}}\right)={\frac {\rho }{\varepsilon }}}
ovvero:
{\displaystyle \quad -\nabla ^{2}\phi -{\frac {\partial }{\partial t}}\nabla \cdot \mathbf {A} ={\frac {\rho }{\varepsilon }}}
- L'equazione di Maxwell che esprime la legge di Ampère in forma generalizzata, invece, si trasforma nel seguente modo:

{\displaystyle c^{2}\nabla \times (\nabla \times \mathbf {A} )={\frac {\mathbf {J} }{\varepsilon }}+{\frac {\partial }{\partial t}}\left(-\nabla \phi -{\frac {\partial \mathbf {A} }{\partial t}}\right)}
ossia, usando l'identità vettoriale {\displaystyle \nabla \times (\nabla \times \mathbf {C} )=\nabla (\nabla \cdot \mathbf {C} )-\nabla ^{2}\mathbf {C} } si ha:
{\displaystyle \quad -c^{2}\nabla ^{2}\mathbf {A} +c^{2}\nabla (\nabla \cdot \mathbf {A} )+{\frac {\partial \nabla \phi }{\partial t}}+{\frac {\partial ^{2}\mathbf {A} }{\partial t^{2}}}={\frac {\mathbf {J} }{\varepsilon }}}
Tali equazioni sono anche dette equazioni elettrodinamiche, e descrivono la propagazione dei due potenziali. Possono tuttavia essere convenientemente trasformate in equazioni disaccoppiate (cioè scritte separatamente per il potenziale scalare e per il potenziale vettore) grazie al margine di arbitrarietà contenuto nella definizione dei potenziali. Infatti, sfruttando il fatto che il rotore di un gradiente è nullo ed eseguendo la seguente trasformazione di gauge:
{\displaystyle {\begin{cases}\mathbf {A} \mapsto \mathbf {A} +\nabla \Psi \\\phi \mapsto \phi -{\frac {\partial \Psi }{\partial t}}\\\end{cases}}}
dove {\displaystyle \Psi } è un qualsiasi campo scalare sufficientemente regolare, le equazioni di evoluzione dei potenziali non variano. I nuovi potenziali soddisfano le medesime equazioni dei vecchi potenziali, e in questo modo anche le espressioni per i campi elettrico e magnetico rimangono invariate.
Sfruttando dunque l'invarianza di gauge è possibile scegliere {\displaystyle \mathbf {A} } in modo che soddisfi opportune condizioni. Di particolare importanza è la condizione di Lorenz, la quale è ottenuta scegliendo {\displaystyle \Psi } in modo tale che:
{\displaystyle \nabla \cdot \mathbf {A} =-{\frac {1}{c^{2}}}{\frac {\partial \phi }{\partial t}}}
Tale condizione determina la forma covariante delle equazioni di Maxwell per i potenziali che descrivono il campo. Se i potenziali soddisfano la condizione di Lorenz si dice che essi appartengono al gauge di Lorenz, che nel caso stazionario (cioè quando {\displaystyle \phi } non dipende dal tempo) si riduce al gauge di Coulomb, anche detto "gauge trasversale".
Se la condizione di Lorenz è soddisfatta le equazioni elettrodinamiche non disaccoppiate diventano due equazioni disaccoppiate, corrispondenti a quattro equazioni differenziali in quattro funzioni scalari incognite:
{\displaystyle \quad \nabla ^{2}\phi -{\frac {1}{c^{2}}}{\frac {\partial ^{2}\phi }{\partial t^{2}}}=-{\frac {\rho }{\varepsilon }}}
{\displaystyle \quad \nabla ^{2}\mathbf {A} -{\frac {1}{c^{2}}}{\frac {\partial ^{2}\mathbf {A} }{\partial t^{2}}}=-\mu \mathbf {J} }
In componenti scalari, le equazioni dei potenziali si scrivono esplicitamente come:
{\displaystyle {\begin{cases}\nabla ^{2}\phi -\displaystyle {\frac {1}{c^{2}}}{\frac {\partial ^{2}\phi }{\partial t^{2}}}=-\displaystyle {\frac {\rho }{\varepsilon }}\\\nabla ^{2}A_{x}-\displaystyle {\frac {1}{c^{2}}}{\frac {\partial ^{2}A_{x}}{\partial t^{2}}}=-\mu \rho v_{x}\\\nabla ^{2}A_{y}-\displaystyle {\frac {1}{c^{2}}}{\frac {\partial ^{2}A_{y}}{\partial t^{2}}}=-\mu \rho v_{y}\\\nabla ^{2}A_{z}-\displaystyle {\frac {1}{c^{2}}}{\frac {\partial ^{2}A_{z}}{\partial t^{2}}}=-\mu \rho v_{z}\\\end{cases}}}
Si dimostra inoltre che, dato un particolare problema elettromagnetico perfettamente definito nelle sue condizioni iniziali e condizioni al contorno, la soluzione delle equazioni di Maxwell è unica. Più precisamente, la soluzione delle equazioni d'onda sono i potenziali ritardati, che nel gauge di Lorenz assumono la forma:
{\displaystyle \phi (\mathbf {x} ,t)={\frac {1}{4\pi \varepsilon }}\int {\frac {\rho (\mathbf {x} _{0},t_{r})}{|\mathbf {x} -\mathbf {x} _{0}|}}\operatorname {d} ^{3}x_{0}}
{\displaystyle \mathbf {A} (\mathbf {x} ,t)={\frac {1}{4\pi \varepsilon c^{2}}}\int {\frac {\mathbf {J} (\mathbf {x} _{0},t_{r})}{|\mathbf {x} -\mathbf {x} _{0}|}}\operatorname {d} ^{3}x_{0}}
dove {\displaystyle |\mathbf {x} -\mathbf {x} _{0}|} è la distanza del punto di osservazione del campo dall'elemento di volume {\displaystyle d^{3}x_{0}} su cui si effettua l'integrazione, e:
{\displaystyle t_{r}=t-{\frac {|\mathbf {x} -\mathbf {x} _{0}|}{c}}}
è il tempo ritardato.

### Equazioni di Jefimenko
Le equazioni di Jefimenko forniscono il campo elettrico e il campo magnetico prodotti da una generica distribuzione di carica {\displaystyle \rho } e velocità {\displaystyle \mathbf {v} } dipendente dal tempo, e si possono derivare a partire dai potenziali ritardati {\displaystyle \varphi } e {\displaystyle \mathbf {A} }. I potenziali sono soluzione delle equazioni di Maxwell, e pertanto sostituendo la loro espressione nella definizione del potenziale elettromagnetico stesso:
{\displaystyle \mathbf {E} =-\nabla \varphi -{\dfrac {\partial \mathbf {A} }{\partial t}}\,\qquad \mathbf {B} =\nabla \times \mathbf {A} }
Utilizzando la relazione:
{\displaystyle c^{2}={\frac {1}{\epsilon _{0}\mu _{0}}}}
si ottengono le equazioni di Jefimenko rimpiazzando {\displaystyle \varphi } ed {\displaystyle \mathbf {A} } con i campi {\displaystyle \mathbf {E} } e {\displaystyle \mathbf {B} }:
{\displaystyle \mathbf {E} (\mathbf {r} ,t)={\frac {1}{4\pi \epsilon _{0}}}\int \left[\left({\frac {\rho (\mathbf {r} ',t_{r})}{|\mathbf {r} -\mathbf {r} '|^{3}}}+{\frac {1}{|\mathbf {r} -\mathbf {r} '|^{2}c}}{\frac {\partial \rho (\mathbf {r} ',t_{r})}{\partial t}}\right)(\mathbf {r} -\mathbf {r} ')-{\frac {1}{|\mathbf {r} -\mathbf {r} '|c^{2}}}{\frac {\partial \mathbf {\mathbf {J} } (\mathbf {r} ',t_{r})}{\partial t}}\right]\mathrm {d} ^{3}\mathbf {r} '}
{\displaystyle \mathbf {B} (\mathbf {r} ,t)={\frac {\mu _{0}}{4\pi }}\int \left[{\frac {\mathbf {J} (\mathbf {r} ',t_{r})}{|\mathbf {r} -\mathbf {r} '|^{3}}}+{\frac {1}{|\mathbf {r} -\mathbf {r} '|^{2}c}}{\frac {\partial \mathbf {\mathbf {J} } (\mathbf {r} ',t_{r})}{\partial t}}\right]\times (\mathbf {r} -\mathbf {r} ')\mathrm {d} ^{3}\mathbf {r} '}
dove {\displaystyle \mathbf {r} '} è un punto all'interno della distribuzione di carica, {\displaystyle \mathbf {r} } è un punto nello spazio e:
{\displaystyle t_{r}=t-{\frac {|\mathbf {r} -\mathbf {r} '|}{c}}}
è il tempo ritardato. Le espressioni per i campi nella materia {\displaystyle \mathbf {D} } e {\displaystyle \mathbf {H} } hanno la stessa forma.

### Forma tensoriale relativistica
I potenziali {\displaystyle \mathbf {A} } e {\displaystyle V} possono essere visti come le componenti di un quadrivettore. Se si forma un quadrivettore {\displaystyle J^{\mu }} con i termini noti delle due equazioni scalari di Maxwell si ottiene:
{\displaystyle J^{\mu }=(\rho c,\mathbf {J} )=\rho (c,\mathbf {u} )=\rho _{0}\gamma (c,\mathbf {u} )=\rho _{0}u^{\mu }}
dove {\displaystyle \rho _{0}} è la densità di carica a riposo, misurata cioè in un sistema solidale con la distribuzione di cariche, e {\displaystyle u^{\mu }} rappresenta la quadrivelocità.
Il quadripotenziale è definito come:
{\displaystyle A^{\mu }=\left({\frac {V}{c}},\mathbf {A} \right)}
Considerando la definizione di divergenza nello spaziotempo di Minkowski si ha, per quanto visto precedentemente:
{\displaystyle \nabla \cdot \mathbf {A} +{\frac {1}{c^{2}}}{\frac {\partial V}{\partial t}}=0}
Questo fornisce la relazione:
{\displaystyle {\frac {\partial A_{x}}{\partial x}}+{\frac {\partial A_{y}}{\partial y}}+{\frac {\partial A_{z}}{\partial z}}+{\frac {1}{c^{2}}}{\frac {\partial V}{\partial t}}=0}
La precedente è la condizione di Lorenz per l'invarianza di un quadrivettore. Quindi l'operazione di gauge introdotta in precedenza stabilisce l'invarianza del quadrivettore formato dalle componenti di {\displaystyle \mathbf {A} } e {\displaystyle V}. Ne deriva che il campo elettromagnetico è una teoria di gauge.
Se si considera l'operatore di d'Alembert:
{\displaystyle \Box ={\frac {1}{c^{2}}}{\frac {\partial ^{2}}{\partial t^{2}}}-\nabla ^{2}}
risulta che le equazioni di Maxwell possono essere scritte molto brevemente nella forma:
{\displaystyle \Box A^{\mu }=\mu _{0}\rho _{0}u^{\mu }=\mu _{0}J^{\mu }}
Le derivate delle componenti del quadripotenziale formano un tensore del secondo ordine generato da un vettore polare {\displaystyle \mathbf {E} } e da uno assiale {\displaystyle \mathbf {B} }. Se si pone {\displaystyle F^{\mu \nu }=\partial ^{\mu }A^{\nu }-\partial ^{\nu }A^{\mu }} si ottiene il tensore elettromagnetico (sistema internazionale):
{\displaystyle F^{\mu \nu }={\begin{pmatrix}0&-E_{x}/c&-E_{y}/c&-E_{z}/c\\E_{x}/c&0&-B_{z}&B_{y}\\E_{y}/c&B_{z}&0&-B_{x}\\E_{z}/c&-B_{y}&B_{x}&0\end{pmatrix}}}
Lo studio delle soluzioni delle equazioni di Maxwell scritte in forma covariante è l'oggetto dell'elettrodinamica classica.

### Forma lagrangiana
La formulazione lagrangiana considera le equazioni in modo trasversale rispetto a quella euleriana. Nello specifico, se si accoppiano le leggi di Gauss generale per l'induzione elettrica e di Ampère-Maxwell a una definizione del campo magnetico, e quelle di Gauss per l'induzione magnetica e di Faraday a una definizione del campo elettrico, si ottiene:
| Nome                                      | Forma locale | Forma globale                                                                                                   |
| ----------------------------------------- | --- | --- |
| Legge di Gauss                            | {\displaystyle \nabla \cdot \mathbf {D} -\rho =0}                                                                                     | {\displaystyle \nabla \cdot \mathbf {B} =0}                                                                     |
| Legge di Ampère-Maxwell, Legge di Faraday | {\displaystyle {\frac {\partial \mathbf {D} }{\partial t}}-\nabla \times \mathbf {H} +\rho \langle \mathbf {v} \rangle =\mathbf {0} } | {\displaystyle {\frac {\partial \mathbf {B} }{\partial t}}+\nabla \times \mathbf {E} =\mathbf {0} }             |
| Definizione del campo coniugato           | {\displaystyle \mathbf {H} +\langle \mathbf {v} \rangle \times \mathbf {D} =\mathbf {0} }                                             | {\displaystyle \nabla \times \mathbf {E} -(\nabla \cdot \langle \mathbf {v} \rangle )\mathbf {B} =\mathbf {0} } |

Dalle prime due righe di equazioni rispettivamente segue che:
{\displaystyle {\frac {\partial \mathbf {D} }{\partial t}}-\nabla \times \mathbf {H} +(\nabla \cdot \mathbf {D} )\langle \mathbf {v} \rangle =\mathbf {0} \qquad {\frac {\partial \mathbf {B} }{\partial t}}+\nabla \times \mathbf {E} +(\nabla \cdot \mathbf {B} )\langle \mathbf {v} \rangle =\mathbf {0} }
e imponendo la terza riga di equazioni:
{\displaystyle {\frac {\partial \mathbf {D} }{\partial t}}+\nabla \times (\langle \mathbf {v} \rangle \times \mathbf {D} )+(\nabla \cdot \mathbf {D} )\langle \mathbf {v} \rangle =\mathbf {0} \qquad {\frac {\partial \mathbf {B} }{\partial t}}+(\nabla \cdot \langle \mathbf {v} \rangle )\mathbf {B} +(\nabla \cdot \mathbf {B} )\langle \mathbf {v} \rangle =\mathbf {0} }
quindi sfruttando nella prima la proprietà del doppio prodotto vettoriale e nella seconda la regola di Leibniz otteniamo le leggi di Gauss coniugate, ciascuna un'equazione di conservazione per l'induzione:
{\displaystyle {\frac {\partial \mathbf {D} }{\partial t}}+(\langle \mathbf {v} \rangle \cdot \nabla )\mathbf {D} =\mathbf {0} \qquad {\frac {\partial \mathbf {B} }{\partial t}}+(\langle \mathbf {v} \rangle \cdot \nabla )\mathbf {B} =\mathbf {0} }
esprimibile nella derivata lagrangiana:
{\displaystyle {\frac {D\mathbf {D} }{Dt}}=\mathbf {0} \qquad {\frac {D\mathbf {B} }{Dt}}=\mathbf {0} }
infine riconsiderando la definizione del campo coniugato otteniamo le equazioni rispettivamente di Ampère-Maxwell coniugata e di Faraday coniugata, che stabiliscono un bilancio non conservativo per i campi:
{\displaystyle {\frac {D\mathbf {H} }{Dt}}-{\frac {D\langle \mathbf {v} \rangle }{Dt}}\times \mathbf {D} =\mathbf {0} \qquad \nabla \times {\frac {D\mathbf {E} }{Dt}}-(\nabla \cdot {\frac {D\langle \mathbf {v} \rangle }{Dt}})\mathbf {B} =\mathbf {0} }
In sintesi:
| Nome                               | Forma locale |
| ---------------------------------- | --- |
| Legge di Gauss elettrica coniugata | {\displaystyle {\frac {D\mathbf {D} }{Dt}}=\mathbf {0} }                                                                                      |
| Legge di Faraday coniugata         | {\displaystyle \nabla \times {\frac {D\mathbf {E} }{Dt}}-(\nabla \cdot {\frac {D\langle \mathbf {v} \rangle }{Dt}})\mathbf {B} =\mathbf {0} } |
| Legge di Gauss magnetica coniugata | {\displaystyle {\frac {D\mathbf {B} }{Dt}}=\mathbf {0} }                                                                                      |
| Legge di Ampère-Maxwell coniugata  | {\displaystyle {\frac {D\mathbf {H} }{Dt}}-{\frac {D\langle \mathbf {v} \rangle }{Dt}}\times \mathbf {D} =\mathbf {0} }                       |

### Teorema di dualità
Al secondo membro della terza equazione può essere introdotto un termine di sorgente di densità di corrente magnetica {\displaystyle \mathbf {J} _{H}} in modo da simmetrizzarla con la quarta equazione, e nella seconda equazione un termine di sorgente di densità di carica magnetica {\displaystyle \rho _{H}} in modo da simmetrizzarla con la prima. Sebbene non siano state sinora osservate sperimentalmente cariche e/o correnti magnetiche, l'utilità di tale modifica consiste infatti nella possibilità di modellare, attraverso le grandezze fittizie, grandezze reali (ad esempio comprendendo come mai una spira percorsa da corrente possa essere una rappresentazione fisica di un dipolo magnetico). Le equazioni "simmetrizzate" sono:
| Nome                                   | Senza monopoli magnetici                                                                                | Con monopoli magnetici                                                                                   |
| -------------------------------------- | --- | --- |
| Legge di Gauss per il campo elettrico: | {\displaystyle \nabla \cdot \mathbf {D} =\rho _{E}}                                                     | {\displaystyle \nabla \cdot \mathbf {D} =\rho _{E}}                                                      |
| Legge di Gauss per il campo magnetico: | {\displaystyle \nabla \cdot \mathbf {B} =0}                                                             | {\displaystyle \nabla \cdot \mathbf {B} =\rho _{H}}                                                      |
| Legge di Faraday per l'induzione:      | {\displaystyle \nabla \times \mathbf {E} +{\frac {\partial \mathbf {B} }{\partial t}}=0}                | {\displaystyle \nabla \times \mathbf {E} +{\frac {\partial \mathbf {B} }{\partial t}}=-\mathbf {J} _{H}} |
| Legge di Ampere-Maxwell:               | {\displaystyle \nabla \times \mathbf {H} -{\frac {\partial \mathbf {D} }{\partial t}}=\mathbf {J} _{E}} | {\displaystyle \nabla \times \mathbf {H} -{\frac {\partial \mathbf {D} }{\partial t}}=\mathbf {J} _{E}}  |
Anche la forza di Lorentz diviene simmetrica:
{\displaystyle \mathbf {F} =q_{E}\left(\mathbf {E} +\mathbf {v} \times \mathbf {B} \right)+q_{H}\left(\mathbf {B} -\mathbf {v} \times \mathbf {E} \right)}
Questo permette di enunciare il cosiddetto teorema di dualità elettromagnetica, per il quale a partire dall'espressione di una grandezza elettrica o magnetica è possibile ottenere l'espressione dell'altra corrispondente. Le sostituzioni da operare sono le seguenti:
{\displaystyle {\begin{matrix}\mathbf {E} \rightarrow \mathbf {H} &\quad \mathbf {D} \rightarrow \mathbf {B} &\quad \mathbf {J} _{E}\rightarrow \mathbf {J} _{H}&\quad \rho _{E}\rightarrow \rho _{H}\\\mathbf {H} \rightarrow -\mathbf {E} &\quad \mathbf {B} \rightarrow -\mathbf {D} &\quad \mathbf {J} _{H}\rightarrow -\mathbf {J} _{E}&\quad \rho _{H}\rightarrow -\rho _{E}\\\qquad &\quad \varepsilon \rightarrow \mu &\quad \mu \rightarrow \varepsilon &\qquad \end{matrix}}}

### Annotazioni
1. ↑  La quantità che ora chiameremmo {\displaystyle {\frac {1}{\sqrt {\mu _{0}\varepsilon _{0}}}}} , con unità di velocità, fu misurata direttamente prima delle equazioni di Maxwell, in un esperimento del 1855 effettuato da Wilhelm Eduard Weber e da Rudolf Kohlrausch. Caricarono una bottiglia di Leida (la forma pù antica di condensatore), e misurarono la forza elettrostatica associata al potenziale; poi la scaricarono, misurando la forza magnetica dalla corrente nel filo di scarica. Il risultato fu 3,107×108 m/s, notevolmente vicino alla velocità della luce. Si veda  Joseph F. Keithley, The story of electrical and magnetic measurements: from 500 B.C. to the 1940s,  p. 115.